# Bělá u Jevíčka
Bělá u Jevíčka (německy Albendorf) je obec ležící v okrese Svitavy. Žije zde 357 obyvatel. Ve vzdálenosti 12 km jihozápadně leží město Letovice, 13 km severně město Moravská Třebová, 17 km jižně město Boskovice a 18 km západně město Svitavy.

## Název
Nejstarší písemný doklad (1258) má německé jméno Alberndorf - "Alberova ves" (Alber byla domácká podoba jmen Adalbero, Adalbrecht). V pozdějších staletích se jméno zjednodušilo na Albendorf. České jméno Bělá je poprvé doloženo z roku 1408. S největší pravděpodobností vyjadřovalo průzračnost potoční nebo říční vody. Přívlastek u Jevíčka se užívá od roku 1960.

## Historie
Znak se třemi srdci s snopem obilí dokládá, že to byla slovanská zemědělská ves a tedy pravděpodobně byla založena Slovany.
První zmínka o obci je z roku 1258, se soudní pravomoc stahuje pod město Jevíčko. V roce 1396 byla prodána Augustiniánskému klášteru v Jevíčku Sulíkem z Radkova, který se téhož roku stal jejím držitelem. Berthold z Lípy v roce 1530 obnovil rychtáři privilegium na jeho svobodný lán v Bělé. Roku 1784 se zrušil jevíčský klášter a za pět let náboženský fond prodal ves  se Skočovou Lhotou a Roudkou borotínskému panství.
Od 1. ledna 1976 do 28. února 1990 byla vesnice spolu se svou částí Smolná součástí města Jevíčko a od 1. března 1990 se stala samostatnou obcí.
Právo užívat znak a vlajku bylo obci uděleno rozhodnutím Poslanecké sněmovny Parlamentu České republiky dne 22. listopadu 2001.

## Obyvatelstvo
| Rok            | 1869 | 1880 | 1890 | 1900 | 1910 | 1921 | 1930 | 1950 | 1961 | 1970 | 1980 | 1991 | 2001 | 2011 | 2021 |
| -------------- | ---- | ---- | ---- | ---- | ---- | ---- | ---- | ---- | ---- | ---- | ---- | ---- | ---- | ---- | ---- |
| Počet obyvatel | 828  | 768  | 848  | 854  | 881  | 892  | 852  | 630  | 642  | 560  | 476  | 395  | 380  | 355  | 331  |
| Počet domů     | 128  | 125  | 142  | 138  | 143  | 144  | 163  | 174  | 167  | 165  | 146  | 141  | 177  | 185  | 190  |

## Geografie
Malonínský potok tvoří přirozenou hranici všech tří osad - Bělé, Malonína a Smolné - a v jeho údolí se obec rozkládá. Osada na levém břehu dostala jméno podle prvního osadníka Maloň. Poslední osada se nazývá Smolná, jelikož kolem ní se v okolních lesích sbírala smola.

## Obecní správa a politika
V letech 2010–2014 byl starostou Zdeněk Dražil, od roku 2014 funkci vykonává Petr Nárožný.

## Části obce
- Bělá u Jevíčka (k. ú. Bělá u Jevíčka a Malonín)[11]
- Smolná (k. ú. Smolná u Jevíčka)

## Galerie

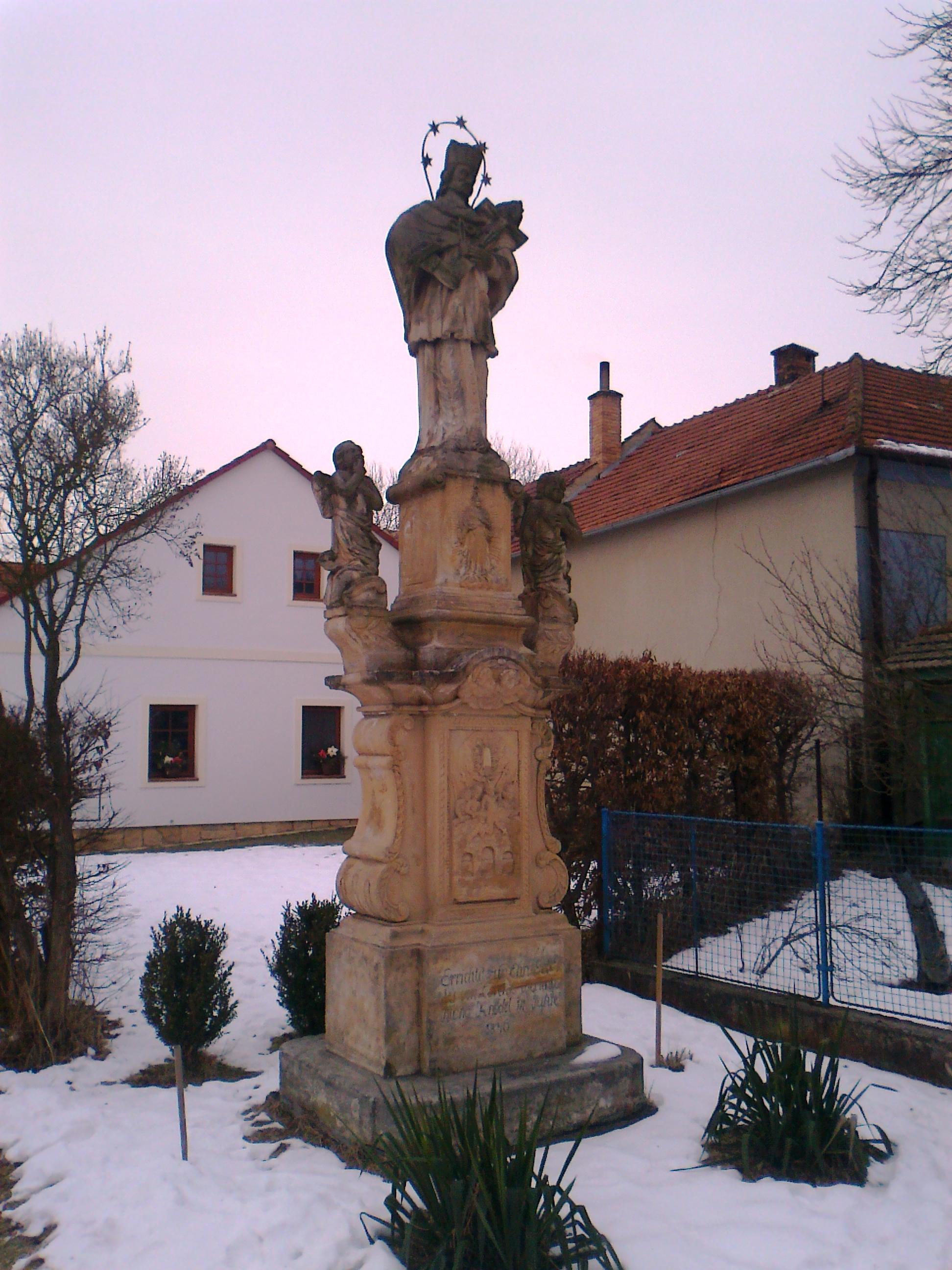
Socha sv. Jana
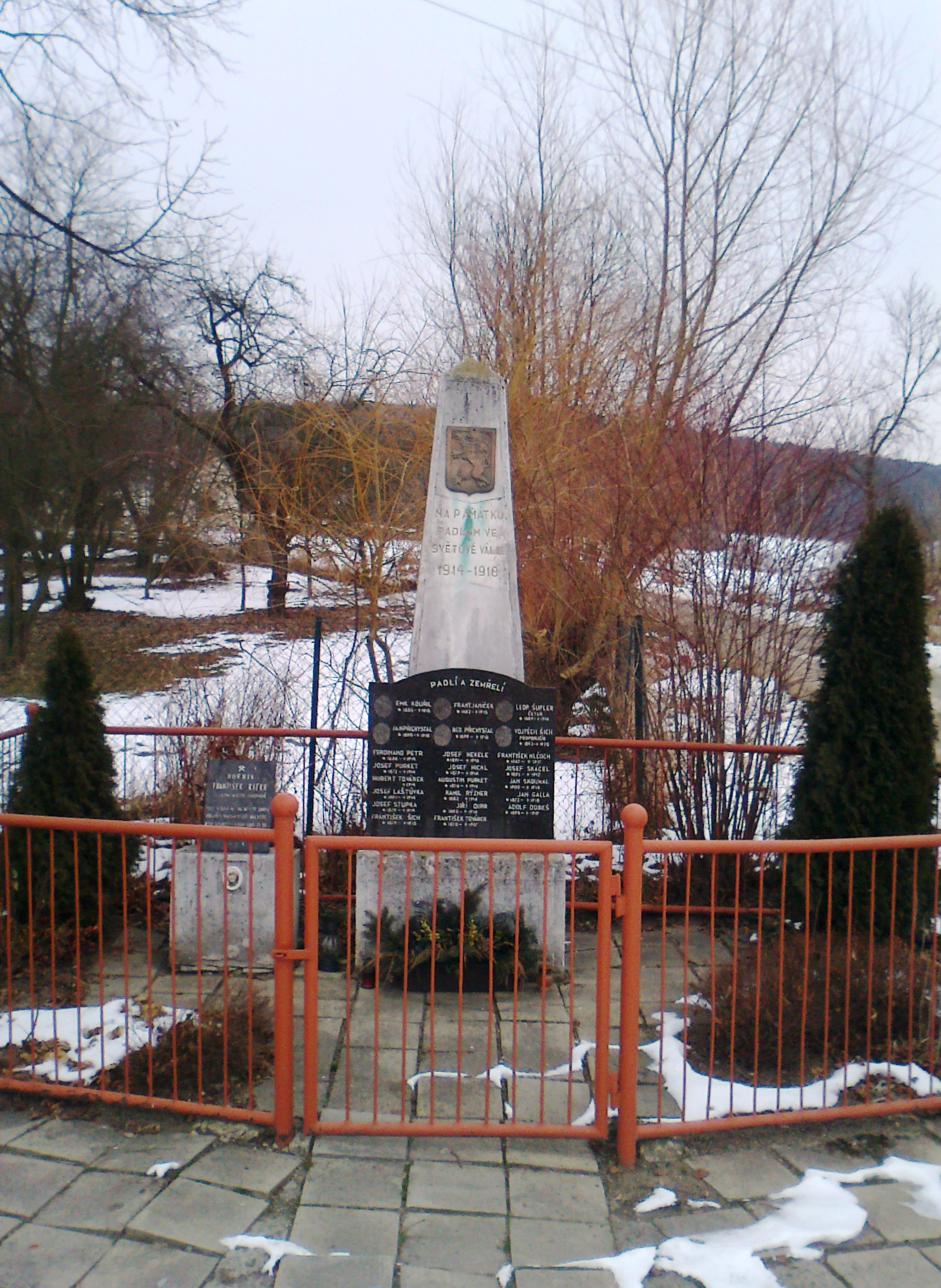
Památník padlým v I. světové válce
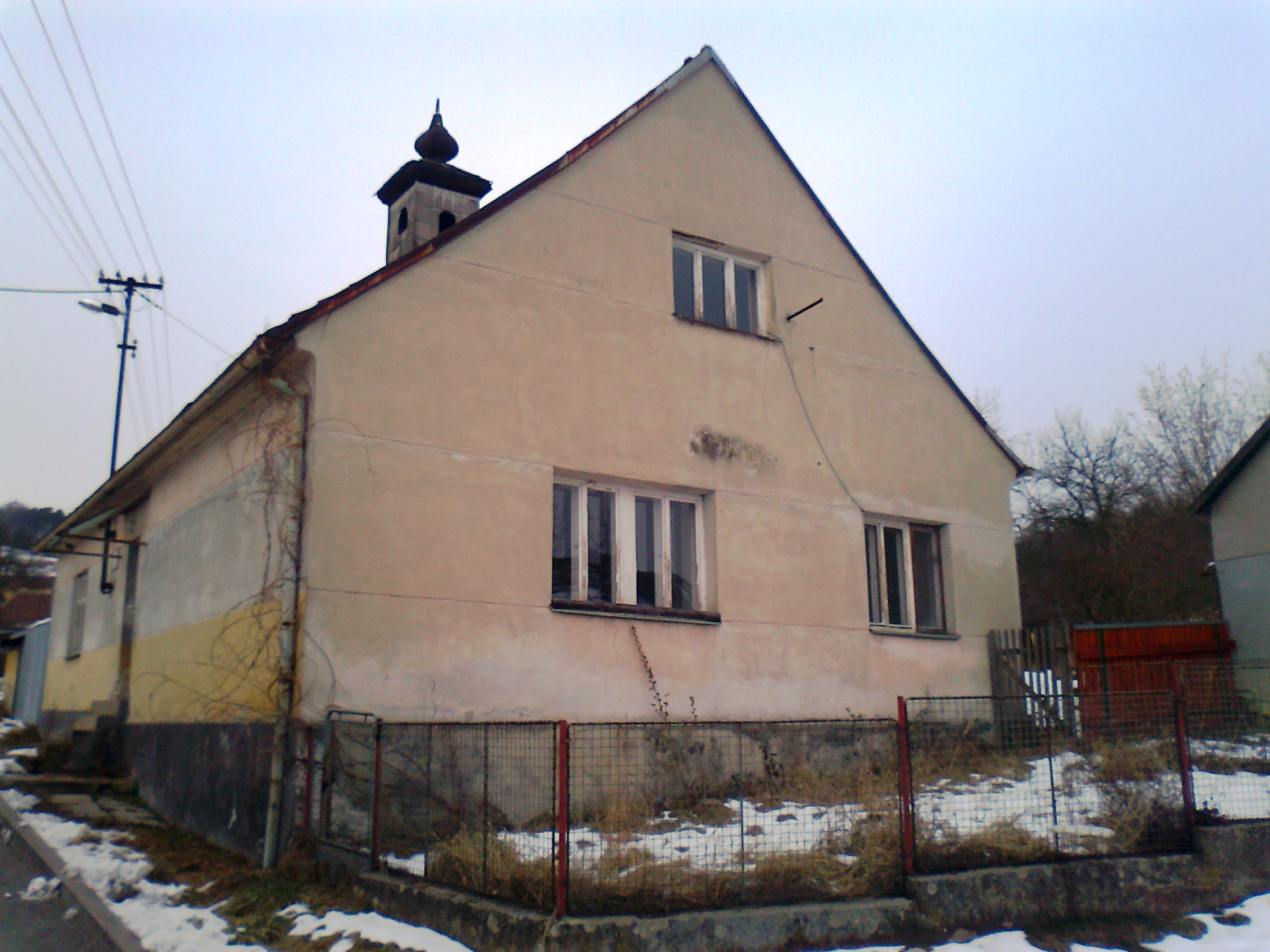
První škola v obci
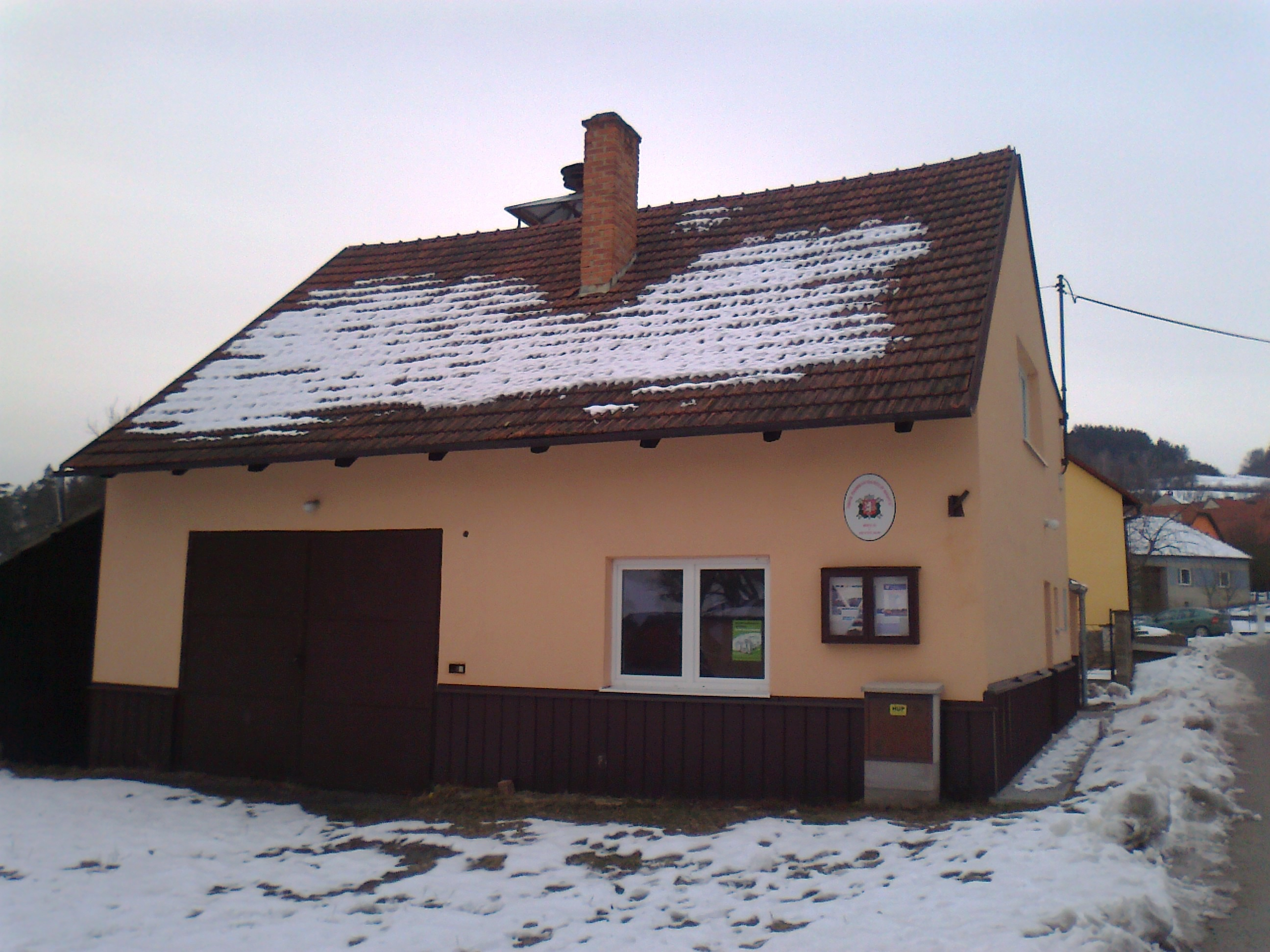
Hasičská zbrojnice